# 千葉マリア
千葉マリア（ちば まりあ、1949年3月31日 - ）は、日本の歌手・タレント。千葉県茂原市出身。本名:十枝みつ（とえだ みつ）。

## 人物
1971年に「千葉マリヤ」としてシングル『薔薇の涙』でレコードデビューした。途中「千葉真利亜」名義を経て「千葉マリア」に改名し、現在に至る。
俳優の松方弘樹と愛人関係にあった際、松方との間の隠し子が報道されて、芸能界を実質追われた。また政治活動では2001年7月の第19回参議院議員通常選挙で自由連合公認の比例区で立候補したが落選している（得票数3736票）。組織委員会女性局次長を務めた。
現在は館山市に住み、女性専用薬物依存リハビリ支援の非営利活動法人「S.A.R.S千葉」の代表を務めている。また長男の十枝晃太郎は館山市にある館山DARCの代表を務める。

## 家族
歌手としてデビューする前に結婚しており、長男の十枝晃太郎を出産したが歌手デビュー前に離婚。歌手デビュー時に離婚歴は隠していた。その後、松方との間に生まれた俳優の十枝真沙史は次男に当たる。

## シングル
- 薔薇の涙
- 恋は波まかせ
- 流れ流れて長崎へ
- ギター子守唄
- さよならの朝
- 泣きべそ天使
- 旅立つあなたに
- 酔恋
- 酔いどれ船
- 嘆きのファド
- 私がいなけりゃだめな人
- 昭和ルネッサンス
- 東京ジブシー
- モナコのお姫様
- 愛もう一度
- きみまろのやってられない（綾小路きみまろプロデュース）
- 春を信じて

## 著書
- 『馬鹿でもいいサー』（2004年、モッツ出版）